# 钟山书院
钟山书院是清朝政府在江宁府兴办的书院。以南京东郊钟山而得名，初设于雍正二年（1724年）。由两江总督查弼纳创建。停办后于道光九年（1829年）重建。1853年太平天国时期停办。1864年，清军攻克南京城后两江总督曾国藩重建。光绪二十八年（1902年），改为江南高等学堂。

## 历任山长
- 杨绳武
- 夏之容
- 卢文弨
- 钱大昕
- 姚鼐
- 胡培翬
- 陶澍
- 唐鉴
- 李联琇
- 孙锵鸣
- 梁鼎芬
- 缪荃孙